# Montellà i Martinet
Montellà i Martinet là một đô thị trong tỉnh Lleida, cộng đồng tự trị Cataluña Tây Ban Nha. Đô thị Montellà i Martinet có diện tích là 54,73 ki-lô-mét vuông, dân số năm 2009 là 621 người với mật độ 12,26 người/km². Đô thị Montellà i Martinet có cự ly km so với tỉnh lỵ Lleida.